# Wulandaba
Wulandaba (kinesiska: 乌兰达坝, 乌兰达坝苏木) är en socken i Kina. Den ligger i den autonoma regionen Inre Mongoliet, i den norra delen av landet, omkring 760 kilometer nordost om regionhuvudstaden Hohhot. Antalet invånare är 14791. Befolkningen består av 7 250 kvinnor och 7 541 män. Barn under 15 år utgör 15,0 %, vuxna 15-64 år 78 %, och äldre över 65 år 5,0 %.
Genomsnittlig årsnederbörd är 556 millimeter. Den regnigaste månaden är juni, med i genomsnitt 158 mm nederbörd, och den torraste är februari, med 3 mm nederbörd.